# 莊正中
莊正中（17世紀—17世紀），字介石，北直隸河間府景州東光縣籍，順天府大興縣人，清朝政治人物。

## 生平
莊正中是順治二年（1645年）乙酉科順天鄉試舉人，四年（1647年）中式丁亥科會試第八十七名，二甲第二十一名進士。通政司觀政，五年（1648年）授工部屯田司主事，七年（1650年）升員外郎、郎中，十年（1653年）出為南安府知府，曾重建當地君子堂。

## 家族
曾祖莊儒；祖父莊志學，指揮；父莊文林，貢士。

## 引用
1. 1 2 3  《順治四年丁亥科進士三代履歷》：莊正中，曾祖儒；祖志學，前指揮；父文林，貢士。介石，詩五房，　　年十月十四日生，直隸河間府東光□□【縣籍】，……百八名，會試八十七名，二甲二十一名，通政司觀政，戊子授工部屯田司主事，庚寅升……員外，本年升本司郎中。
2. 1 2  光緖《順天府志·卷一百十六·人物志二十六·選舉二》：進士表 國朝 大興……（順治）四年丁亥呂宮榜……莊正中 知府
3. ↑  光緖《順天府志·卷一百十八·人物志二十八·選舉》四：舉人表 國朝 大興 順治二年乙酉……莊正中 丁亥進士
4. ↑  乾隆《南安府志·卷九·職官志下》：國朝 南安府知府 順治……莊正中 字介石，直隸東光人，舉人，十年任，建大堂後君子堂